# Pelastoneurus brincki
Pelastoneurus brincki är en tvåvingeart som beskrevs av Vanschuytbroeck 1960. Pelastoneurus brincki ingår i släktet Pelastoneurus och familjen styltflugor. Inga underarter finns listade i Catalogue of Life.